# Czernihowski Narodowy Uniwersytet Pedagogiczny im. Tarasa Szewczenki
Czernihowski Narodowy Uniwersytet Pedagogiczny im. Tarasa Szewczenki (ukr. Чернігівський національний педагогічний університет імені Тараса Шевченка, ЧНПУ) – ukraińska szkoła wyższa w Czernihowie, jeden z najstarszych ośrodków oświatowych na Ukrainie (zał. 1700 r.). Kształcenie prowadzone jest w 27 specjalnościach na 7 fakultetach oraz 2 instytutach. Jego rodowód sięga średniowiecza - Czernihowski Kolegium (ukr. Чернігівський колегіум) został założony w 1700 roku, na wzór Akademii Kijowsko-Mohylańskiej. Kolegium odegrał ważną rolę w rozwoju wyższego szkolnictwa pedagogicznego na północy Lewobrzeżnej Ukrainy. W 1786 roku uczelnia została przekształcona w seminarium duchowne (ukr. духовна семінарія), które, podobnie jak jego poprzednik, nadal szkolił nauczycieli. W 1916 został reorganizowany w Instytut Nauczycielski (ukr. Учительський інститут), a w 1919 w Instytut Pedagogiczny (ukr. Педагогічний інститут). W kolejnych latach, w zależności od zadań stojących przed społecznością i szkołą, Instytut był wielokrotnie reorganizowany: w 1920 - na Instytut Edukacji Narodowej (ukr. інститут народної освіти), w 1930 - Instytut Wychowania Społecznego (ukr. інститут соціального виховання), w 1933 Instytut Pedagogiczny (ukr. педагогічний інститут), w 1935 - Instytut Nauczycielski (ukr. учительський інститут), w 1939 - Zjednoczony Instytut Nauczycielski i Pedagogiczny (ukr. об'єднаний учительський і педагогічний інститут), w 1954 - Instytut Pedagogiczny (ukr. педагогічний інститут). 13 marca 1998 roku Instytut został przekształcony w Czernihowski Państwowy Uniwersytet Pedagogiczny im. Tarasa Szewczenki. Dopiero 8 січня 2010 otrzymał obecną nazwę.